# Vergel
Vergel (en valenciano y oficialmente, El Verger) es un municipio de la Comunidad Valenciana, España. Situado en el noreste de la provincia de Alicante, en la comarca de la Marina Alta. Cuenta con una población de 5272 habitantes (INE 2024)

## Geografía

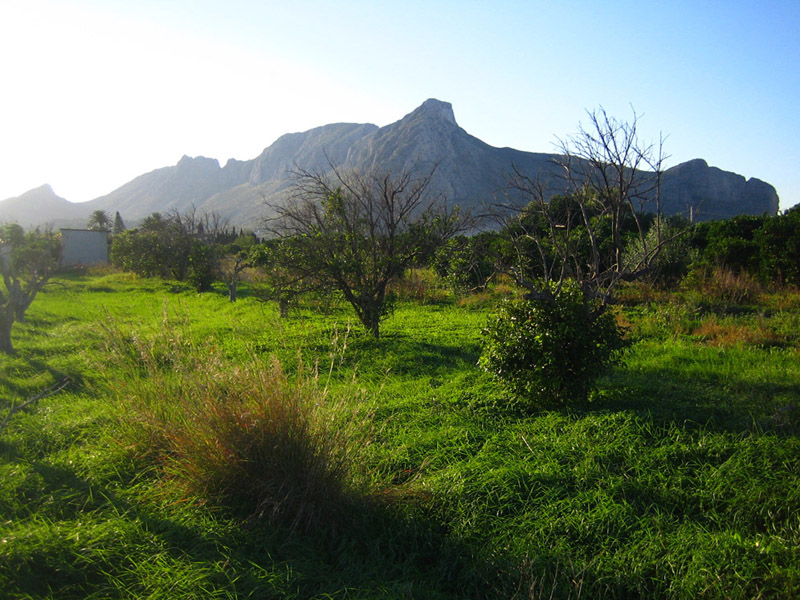
La Segaria, montaña de Vergel

Vergel se encuentra en el noreste de la provincia de Alicante, muy cerca de la costa de Denia. Su pequeño término municipal, de 8,16 km², ocupa parte del delta del río Girona que forma una extensa zona de regadío especializada en cítricos. Al oeste de la población se encuentra la montaña Segaria, de 6 km de longitud.
Se accede a esta localidad por carretera, desde Alicante a través de la N-332 o por la autopista del Mediterráneo, a su salida por Ondara.
El término municipal de Vergel limita con los de Beniarbeig, Benimeli, Pego, Denia, Ondara y Els Poblets.

## Historia

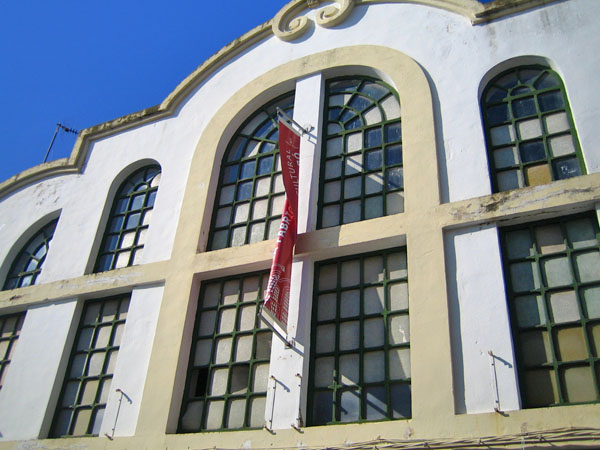
La Fábrica de Jabón, centro cultural de Vergel

Los orígenes de Vergel son inciertos, ya que se tiene poca información. De la época musulmana sabemos que Vergel perteneció a un árabe notable de Denia. Después de la conquista cristiana de Jaime I de Aragón en el siglo XIII, la alquería de Vergel se integró en el Marquesado vinculado al término de Denia (Marqués de Campo).
En 1245, Jaime I de Aragón entregó en privilegio Vergel a Pere Eiximend Carròs, manteniendo sus habitantes musulmanes. En un principio se mantuvo la libertad al culto de los musulmanes, hasta que se procedió a convertirlos al cristianismo, pasando a ser moriscos y privándoles de toda expresión religiosa musulmana. Muchos de ellos aceptaron esta obligación para evitar ser desterrados, aunque siguieron con sus creencias. Ante el temor de la sublevación de los moriscos y el poco éxito de su conversión, el señor de Vergel, Joan Jeroni Vives, procedió a su desarme, arrebatándoles cualquier arma que poseyeran. 
Fue en 1609 cuando se llevó a cabo la expulsión de los moriscos en la Marina Alta. El entonces señor de Vergel, Francisco Gómez de Sandoval y Rojas, V Marqués de Denia y I Duque de Lerma, fue uno de los principales impulsores. Tras la expulsión, Vergel se quedó prácticamente despoblado y no consiguió recuperarse demográficamente hasta bien entrado el siglo XVIII. Principalmente fue repoblado por gente de Denia y Jávea.

### La gota fría

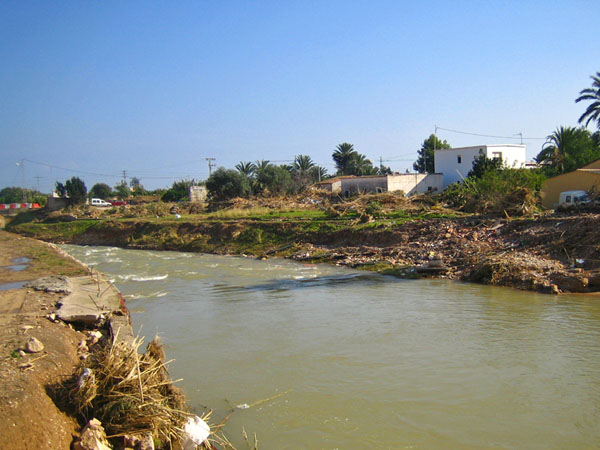
Destrucción de casas por la riada del río Girona, en Vergel

Las inundaciones del 12 de octubre de 2007, causadas por precipitaciones que superaron los 400 mm en algunos puntos, causaron la mayor crecida documentada del río Girona, que afectó entre otras poblaciones a Vergel, en que el agua rebasó los puentes y superó en algunas calles los 2 metros de altura, causando la muerte de una persona.

## Geografía humana

### Demografía
Cuenta con una población de 5272 habitantes (INE 2024).
| Gráfica de evolución demográfica de Vergel entre 1842 y 2024 |
| |
| Población de derecho según los censos de población del INE. Población de hecho según los censos de población del INE.En estos censos se denominaba Vergel: 1842, 1857, 1860, 1877, 1887, 1897, 1900, 1910, 1920, 1930, 1940, 1950, 1960, 1970, 1981 y 1991. |

| Población | 1287 | 1781 | 2093  | 1997  | 1806  | 2115  | 2262  | 2391  | 3033  | 3311  | 3727  | 3601  | 3642  | 4490  | 4538 | 4688 | 4847 |
| Año       | 2011 | 2012 | 2013  | 2014  | 2015  | 2016  | 2017  | 2018  | 2019  | 2020  | 2021  | 2022  | 2023  | 2024  | 2025 | 2026 | 2027 |
| Población | 4899 | 4992 | 4.856 | 4.688 | 4.627 | 4.515 | 4.421 | 4.520 | 4.640 | 4.709 | 4.841 | 4.986 | 5.101 | 5.272 |      |      |      |

### Economía
La mayor parte de su término está dedicado al cultivo de regadío (hortalizas y naranjas, principalmente). El sector servicios, especialmente la construcción de urbanizaciones, ha impulsado la economía de este municipio y su desarrollo turístico; la industria alimentaria es otra de las actividades económicas significativas del municipio.
Se ha generado un polo comercial e industrial al norte del municipio, donde se encuentran empresas como Tien21, BMW, Lidl o Tiendas Z entre otras.

### Eventos culturales y comerciales en El Verger
El municipio de El Verger, situado en la comarca de la Marina Alta (Alicante), celebra anualmente dos eventos destacados que combinan la promoción del comercio local con la dinamización cultural: la Fira de Comerç Comarcal y el Safari Art. Ambos forman parte de la estrategia municipal para fomentar la participación ciudadana, el consumo de proximidad y el acceso a la cultura en espacios públicos.

#### Fira de Comerç Comarcal
La Fira de Comerç Comarcal de El Verger es un evento anual que tiene lugar en el centro del municipio, generalmente durante el mes de abril. Reúne a comerciantes, asociaciones y visitantes de toda la comarca en una feria que aúna oferta comercial, gastronomía y programación cultural.
El evento incluye una zona gastronómica con tapas y comidas populares, una zona comercial con más de treinta expositores locales, y un amplio calendario de actividades para todos los públicos. Entre estas destacan los desfiles de moda, conciertos, exhibiciones folclóricas —como el “cant valencià”— y propuestas infantiles como talleres, hinchables y espectáculos.
La feria está organizada por el Ayuntamiento de El Verger en colaboración con la asociación COVER (Comerciants i Veïns d’El Verger), y se ha consolidado como un referente en el calendario de eventos de la Marina Alta.

#### Safari Art
El Safari Art es una iniciativa cultural celebrada a finales de mayo o principios de junio, centrada en la promoción del arte urbano y la participación vecinal. En su edición de 2025, el evento incluyó la instalación de 180 mantones de macramé y ganchillo elaborados por mujeres del municipio, colgados a lo largo de la calle La Unió, además de intervenciones artísticas en las fachadas de varios comercios.
Durante tres días, El Verger se convierte en un espacio abierto al arte con talleres de graffiti, actividades familiares, conciertos de música en directo y espectáculos escénicos. El evento está organizado por las concejalías de Juventud y Servicios Sociales del Ayuntamiento, en colaboración con colectivos artísticos como Art al Carrer.
Safari Art tiene como objetivo integrar el arte en la vida cotidiana del municipio, impulsar el tejido comercial y fomentar la cohesión social a través de la creatividad colectiva.

## Política
| Periodo   | Nombre                                      | Partido             |
| --------- | ------------------------------------------- | ------------------- |
| 1979-1983 | Benjamín Almiñana Serra                     | AEV                 |
| 1983-1987 | Vicente Doménech Escrivá                    | PSPV-PSOE           |
| 1987-1991 | Vicente Doménech Escrivá                    | PSPV-PSOE           |
| 1991-1995 | Mateo Salort Rovira                         | PSPV-PSOE           |
| 1995-1999 | Esteban Aguilar Catalá                      | PSPV-PSOE           |
| 1999-2003 | Esteban Aguilar Catalá                      | PSPV-PSOE           |
| 2003-2007 | Miguel González Bañó Manuel Martínez Pulido | PP BNV              |
| 2007-2011 | Miguel González Bañó                        | PP                  |
| 2011-2015 | Miguel González Bañó                        | PP                  |
| 2015-2019 | Joaquín Coll Moll Basili Salort Bertomeu    | PSPV-PSOE Compromís |
| 2019-2023 | Joaquín Coll Moll Juan Chover               | PSPV-PSOE           |
| 2023-act. | Josep Basili Salort Bertomeu                | Compromís           |

## Patrimonio

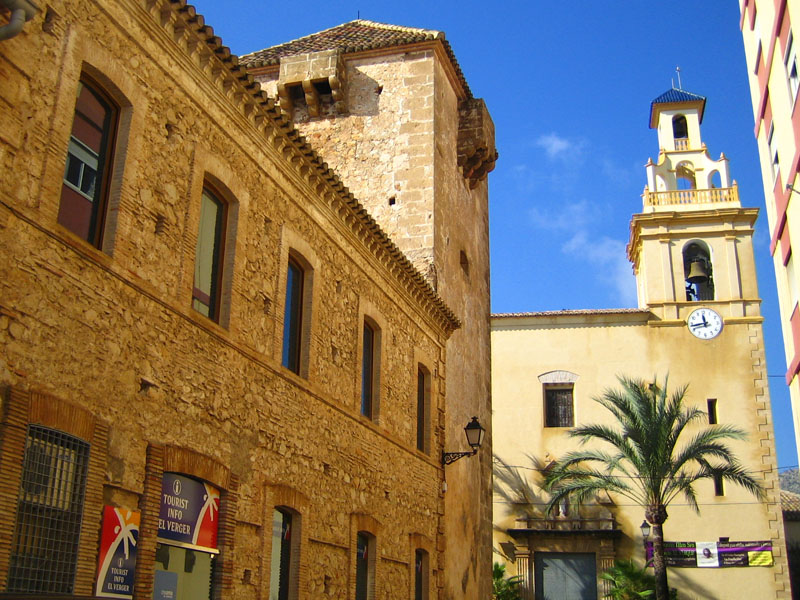
La Torre del Palacio y la iglesia de la Virgen del Rosario, en Vergel

- Iglesia Parroquial de la Virgen del Rosario.

De estilo neoclásico, fue acabada en 1732 en sustitución de la antigua iglesia, que por el aumento de la población quedó pequeña finales del siglo XVIII, y que estaba situado en la actual calle Príncipe de Asturias. 
El edificio es Bien de Relevancia Local según la Disposición Adicional Quinta de la Ley 5/2007, del 9 de febrero, de la Generalidad Valenciana, de modificación de la Ley 4/1998, del 11 de junio del Patrimonio Cultural Valenciano (DOCV Núm. 5.449 / 13.02.2007). 
Su campanario es uno de los edificios más carácteristicos y entrañables de la población, restaurado en 1997 por los propios ciudadanos. El Reloj del Campanario es el encargado de marcar las horas, con el característico sonido de su singular campana, denominada "de horas", . La Torre-Campanario posee 4 campanas, en su cuerpo, siendo la mayor de ellas la denominada "Grossa" o "Virgen del Rosario" cuyo peso es casi de 500 kg. Es característico su "Volteo General" o el "Toque de Descoberta" que suena únicamente en la fiesta de la patrona.
El interior del templo está rematado por una bóveda de cañón, con sus respectivos pignantes. En su interior se venera a la Patrona de la población, la Virgen del Rosario, obra del imaginero valenciano Pío Mollar Franch, que desde su camarín, preside el Magnífico Retablo Mayor (1941), de oscura y singular madera labrada, que sustituye al destruido en la persecución religiosa de 1936; coronado en la parte superior por un lienzo de grandes dimensiones de San Cristóbal, recordando al primer patrono histórico de la población, el lienzo es obra de Antonio Pastor. Son 6 las capillas laterales con sus retablos, dedicadas a la Virgen de los Dolores, a San Luis, San Roque, San José, La Inmaculda Concepción y el Sagrado Corazón de Jesús. 
Todo el patrimonio del Templo es posterior a 1936, a excepción de la talla de San Esteban protomártir, que corona la parte alta del Retablo de San José, y que fue salvada de las llamas por una familia que la escondió en su casa durante la contienda civil. Cabe destacar su Custodia Mayor (Orfebrería Valencia del S. XX), cálices, copones, incensario y naveta neogóticos, relicario de plata del Patriarca San Juan de Ribera, así como el Lignum Crucis (reliquia de la Cruz del Señor) con su Relicario de plata, de inspiración barroca. 
La parroquia conserva, custodiada por su cofradía, la primera copia del Santo Cáliz de la Cena, que se conserva en la Catedral de Valencia, propiedad del M.I. D. Leopoldo Catro Boy, magistrado de la población, que fue donado a la parroquia según sus últimas volundades.
- Torre del Palacio del Duque de Medinaceli.

La Torre del Palacio del Duque de Medinaceli se sitúa frente a la Iglesia de la Virgen del Rosario y son los únicos restos que se conservan del Palacio o Casa Señorial de los Medinaceli. En la actualidad, alberga distintas exposiciones temporales. Tiene horario de atención al público de martes a sébado de 17:00 a 20:00, horario durante el cual se puede visitar la torre.
No se sabe con certeza la fecha de construcción, pero las características arquitectónicas dan detalles de la época de la torre. Los elementos de defensa vertical como los cuatro matacanes y la inexistencia de ventanas germinadas, son propios de los siglos XIII – XIV. La existencia de dos troneras, lo que supone un uso normal de las armas de fuego, nos permite aventurar su construcción hacia la mitad del siglo XVI. Desde su construcción, la torre sufrió reformas y cambios, de ahí la posible incongruencia de fechas. 
La Torre presenta una planta cuadrada, de base ataluada, que solo se conserva en la fachada recayente a la calle Abadía. En el interior presenta actualmente 4 plantas, con unas dimensiones de 4x4 m². Este interior está en la actualidad totalmente remodelado, con un cambio total de forjados y la introducción de nuevas escaleras. En la cuarta planta se evidencia perfectamente este cambio de forjados, ya que perduran los mechinales de las vigas originales de mayor sección que las actuales. También los restos del arranque de la bóveda que cubría la 2.º sala, permitió la recuperación de los espacios originales. Era frecuente en este tipo de torres que la planta baja, con función de almacén de agua y comestibles, estuviera abovedada.
El acceso a la torre se realizaba a través de una puerta (ahora tapiada) situada en la 2.ª planta, a la que se accedería por medio de un puente levadizo o de una escalera fácilmente desmontable. La Torre carece de otro tipo de abertura hasta la 3.ª planta, en la que existen dos troneras en las fachadas norte y oeste, enmarcadas en sillería de piedra arenisca. En la 4.ª planta aparecen cuatro matacanes (uno en cada fachada) y dos ventanas con poyos (festejadors) en la fachada norte y oeste, protegiendo así las dos fachadas que daban al exterior del Palacio.
La concepción de la torre es exenta, a pesar de estar adosada al palacio por la fachada este. Este detalle lo indica la carencia de oberturas en la parte este y la ausencia de sillares en sus esquinas, además de los signos que dejó la demolición del palacio en el siglo XIX.
A principios del siglo XX, la torre fue adquirida por una empresa eléctrica que la utilizó como transformador eléctrico. Más tarde fue adquirida por el Ayuntamiento, que la restauró en 2007.
- Torre bajomedieval de Blanc de Morell o Cremadella.

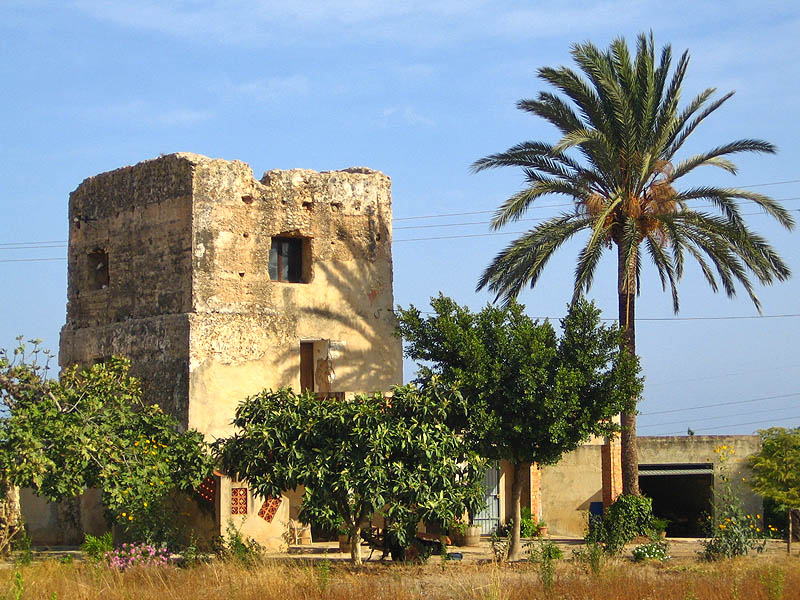
Torre de Blanc de Morell

Esta Torre de origen árabe fue declarada Bien de Interés Cultural. Resulta muy fácilmente visible tanto desde la autopista AP-7 como desde la variante de la carretera nacional, paralela a la autopista. La denominación de Cremadella viene dada por su situación en la partida rural de la Cremadella, antigua vía de comunicación entre la Safor y la Marina. 
Es la edificación más antigua de Vergel. Pese a que se desconoce con exactitud la fecha de construcción, es posible datar su edificación entre los siglos XIII y XIV. Dadas sus características arquitectónicas, como la construcción en tapial o la carencia de elementos defensivos verticales, presupone que la torre esté concebida más para residencia que para defensa, apartándose de esquemas clásicos y tipologías de la zona. Se sabe que se trataba de un sitio de residencia habitual y no de refugio temporal. 
La Torre es de planta rectangular. Tiene tres plantas con una altura total de diez metros, existiendo dos épocas de construcción diferentes. La planta baja está formada por dos salas cubiertas con bóveda de cañón, comunicadas entre sí, siendo su función original la de aljibe. La primera planta está remodelada en su totalidad, no apreciándose la obra original por estar totalmente encalada. Se accede a esta planta por medio de una escalera de obra que termina en una terraza pequeña de reciente construcción. La segunda planta se construye en una segunda fase, apreciándose claramente ya que el solape de ambas no coincide. Esta planta presenta cuatro ventanas originales y realizadas al mismo tiempo que los muros. La cubierta actual es de teja árabe a dos aguas, en cambio la original podría ser plana.
- En Vergel se encontraba también un parque safari, el "Safari Park Vergel", situado en la Carretera CV-700, "Vergel - Pego", bastante conocido a nivel provincial.

Anunciado su cierre indefinido posiblemente debido a motivos económicos. El acondicionamiento de nuevos parques bajó su nivel de visitas.
Después de 33 años el parque cerró sus puertas sin confirmar una reapertura en el futuro.
- Antigua estación de tren.

Donde actualmente se encuentra el retén de la Policía Local, antiguamente se encontraba la estación de ferrocarril, donde hacía parada el tren que venía desde Carcagente hasta Denia. El edificio es de una planta que fue construido alrededor de 1880 y albergaba la vivienda del jefe de estación. 
Respecto al tren, en sus inicios, era un tranvía de tracción animal que unía Carcagente con Gandía. Fue en el año 1884 cuando el tramo llegó hasta Denia, convertido ya en un tren a vapor. Se trata por tanto, del ferrocarril de vía estrecha más antiguo de la península. El tren realizó su último trayecto el 10 de febrero de 1974. No se sabe muy bien por qué se cerró el trayecto, pero lo atribuyeron a la falta de rentabilidad. En memoria de la existencia de este tren, encontramos una representación del mismo en la rotonda situada a la salida de Vergel dirección Oliva o Pego.
Tras años de abandono los tramos del ferrocarril han sido recuperados y acondicionados por el Ministerio de Medio Ambiente en el marco del programa Caminos Naturales. Ahora existe una vía verde desde Vergel hasta Denia que se puede realizar a pie o en bici, con una longitud de 6,5 km.
- Restos arqueológicos Casa del Trapig.

Estos restos arqueológicos corresponden a un molino de azúcar del siglo XVI conocido como “Trapig”, donde se transformaba la caña de azúcar que se cultivaba en la zona en melaza, que después se transformaría en pan de azúcar. 
Los restos hallados en la zona (numerosas vasijas de barro que almacenaba el zumo de la caña de azúcar y tres impresionantes muelas) indican que se trataba de una de las más importantes fábricas de transformación de la caña de azúcar. Estas muelas de piedra eran utilizadas para sacar el zumo de la caña de azúcar y eran movidas por animales.
La casa del Trapig aparece en los documentos históricos a partir de 1580, cuando el V Marqués de Denia adquiere el señorío de Vergel a Joan Jeroni Vives, pero se piensa que ya existía en el siglo XV. Es el único que se conserva en la comarca de la Marina Alta.
El nombre de la calle donde se encuentra el Trapig, la calle Almazara, hace referencia a un molino de aceite que tenía el Marquesado en Vergel. No queda ningún vestigio de esta almazara, en su lugar se construyó en el siglo XX un cine que actualmente tampoco existe. Fue tras su derribo cuando se encontraron los restos del Trapig.
- Monumento de la altura del agua.

En el pueblo se puede apreciar una estatua en la que se marca la altura del agua registrada, está situada en un lateral del pueblo, con vistas al río Girona.

## Fiestas
- Fiestas Patronales.

Se celebran a partir del 9 de agosto en honor a San Roque y a la Virgen del Rosario, patrones de la población. Entre otros actos cabe destacar la Entrada de la Murta, las Carrozas, los desfiles de Moros y Cristianos (13 y 15 de agosto), la Ofrenda de Flores a la Patrona, la popular "guerra de l'aigua", la procesión a los Santos Patronos con la participación de los Festeros y de las Filadas de Moros y Cristianos, que concluye con el Castillo de Fuegos Artificiales y que da paso a los días de Encierros (Bous al Carrer).

### Moros y Cristianos de El Verger
La festividad de Moros y Cristianos de El Verger es una celebración popular que se celebra anualmente del 9 al 16 de agosto, en el marco de las fiestas patronales en honor a la Mare de Déu del Roser. Esta festividad fue instaurada en 1978 y, desde entonces, se ha consolidado como uno de los eventos culturales y festivos más importantes del municipio. En agosto de 2024, fue declarada Fiesta de Interés Turístico Local de la Comunitat Valenciana por la Generalidad Valenciana.

#### Estructura de la fiesta
La fiesta cuenta con la participación de catorce filaes, divididas entre los bandos moro y cristiano. Cada año, dos de estas filaes asumen las capitanías, que tienen un papel protagonista en los desfiles, actos oficiales y organización de los boatos. Las filaes suelen representar personajes históricos o míticos relacionados con la época medieval.

#### Actos principales
Entre los actos más representativos de la fiesta destacan:
- Embajadas: Representaciones teatrales en las que se escenifican los enfrentamientos entre moros y cristianos por el control del castillo. Suelen marcar el inicio simbólico de la contienda festiva.
- Entrada de la Murta: Desfile tradicional que simboliza la entrada triunfal al municipio, con calles adornadas con ramas de murta (mirto) y participación de las filaes.
- Desfile de Gala: Celebrado el 15 de agosto, es el acto más vistoso y multitudinario. Las filaes desfilan con elaborados trajes de inspiración histórica, acompañadas por bandas de música festera.
- Alardo y reconquista: Simulación bélica que culmina con la reconquista del castillo por parte del bando cristiano, poniendo fin a la simbólica contienda entre ambos bandos.

Además, el programa de fiestas incluye conciertos, verbenas, actividades infantiles y actos religiosos, lo que convierte la celebración en un evento intergeneracional y de gran arraigo social.

#### Impacto cultural y económico
La fiesta de Moros y Cristianos de El Verger representa un elemento clave en la identidad cultural del municipio. Su desarrollo implica la participación activa de numerosos vecinos y asociaciones, y su celebración atrae a visitantes de toda la comarca de la Marina Alta, generando un impacto positivo en la economía local, especialmente en los sectores de la hostelería, el comercio y el turismo.